# Гиратинга
Гиратинга (порт. Guiratinga) — муниципалитет в Бразилии, входит в штат Мату-Гросу. Составная часть мезорегиона Юго-восток штата Мату-Гроссу. Входит в экономико-статистический микрорегион Тезору. Население составляет 11 085 человек на 2006 год. Занимает площадь 5358,322 км². Плотность населения — 2,1 чел./км².

## Статистика
- Валовой внутренний продукт на 2003 составляет 109 072 547,00 реалов (данные: Бразильский институт географии и статистики).
- Валовой внутренний продукт на душу населения на 2003 составляет 9242,65 реала (данные: Бразильский институт географии и статистики).
- Индекс развития человеческого потенциала на 2000 составляет 0,761 (данные: Программа развития ООН).